# Гуам на Чемпіонаті світу з водних видів спорту 2015
Гуам взяв участь у Чемпіонаті світу з водних видів спорту 2015, який пройшов у Казані (Росія) від 24 липня до 9 серпня.

## Плавання
Гуамські плавці виконали кваліфікаційні нормативи в дисциплінах, які наведено в таблиці (не більш як 2 плавці на одну дисципліну за часом нормативу A, і не більш як 1 плавець на одну дисципліну за часом нормативу B):
Чоловіки
| Спортсмен        | Дисципліна           | Попередній заплив | Попередній заплив | Півфінал        | Півфінал        | Фінал           | Фінал           |
| Спортсмен        | Дисципліна           | Час               | Місце             | Час             | Місце           | Час             | Місце           |
| ---------------- | -------------------- | ----------------- | ----------------- | --------------- | --------------- | --------------- | --------------- |
| Джаггер Стефенз  | 50 м вільним стилем  | 23.84             | 53                | Завершив виступ | Завершив виступ | Завершив виступ | Завершив виступ |
| Джаггер Стефенз  | 100 м вільним стилем | 51.50             | 67                | Завершив виступ | Завершив виступ | Завершив виступ | Завершив виступ |
| Бенджамін Шульте | 100 м брасом         | 1:04.84           | 58                | Завершив виступ | Завершив виступ | Завершив виступ | Завершив виступ |
| Бенджамін Шульте | 200 м комплексом     | 2:09.50           | 43                | Завершив виступ | Завершив виступ | Завершив виступ | Завершив виступ |

Жінки
| Спортсменка   | Дисципліна   | Попередній заплив | Попередній заплив | Півфінал         | Півфінал         | Фінал            | Фінал            |
| Спортсменка   | Дисципліна   | Час               | Місце             | Час              | Місце            | Час              | Місце            |
| ------------- | ------------ | ----------------- | ----------------- | ---------------- | ---------------- | ---------------- | ---------------- |
| Пілар Сімідзу | 100 м брасом | 1:18.11           | 58                | Завершила виступ | Завершила виступ | Завершила виступ | Завершила виступ |
| Пілар Сімідзу | 200 м брасом | 2:56.47           | 47                | Завершила виступ | Завершила виступ | Завершила виступ | Завершила виступ |